# Thereutherium
Thereutherium — вимерлий рід гієнодонтових ссавців родини Prionogalidae. Скам'янілості знайдено в Франції. Описано 1 вид: Thereutherium thylacodes.